# Ioan al X-lea al Constantinopolului
Ioan al X-lea Kamateros (în greacă Ἰωάννης Καματηρός, transliterat: Ioannes Kamateros; n. secolul al XII-lea, Constantinopol, Imperiul Roman de Răsărit – d. aprilie 1206, Constantinopol, Imperiul Latin de Constantinopol) a fost un cleric ortodox grec care a îndeplinit funcția de patriarh ecumenic al Constantinopolului din 5 august 1198 până în aprilie/mai 1206.
El a fost ultimul patriarh al Constantinopolului înainte de ocuparea orașului de Cruciada a patra. A recunoscut primatul papal în anul 1203, dar, cu toate acestea, s-a refugiat după un an în orașul Didymoteicho din Tracia. În locul său cruciații l-au ales patriarh de Constantinopol pe subdiaconul venețian Tommaso Morosini. În anul 1206 a refuzat să oficieze încoronarea împăratului Theodoros I Lascaris și a murit în același an.

## Biografie
Ioan a fost membru al familiei Kamateros, căreia îi aparținea împărăteasa Euphrosyne Doukaina Kamatera, soția împăratului bizantin Alexie al III-lea Angelos (d. 1195–1203). Era un om educat, bun cunoscător al literaturii clasice, retoricii și filozofiei și a ocupat o serie de posturi ecleziastice, avansând până în funcția de chartophylax (responsabil cu arhiva și documentele patriarhale), pe care o îndeplinea în anul 1198, când a fost ales ca patriarh al Constantinopolului, după moartea lui Gheorghe al II-lea Xiphilinos. Cronograful Euphraimios afirma că Ioan era „un om elocvent, cunoscător al înțelepciunii omniprezente și propovăduitor al dogmelor dumnezeiești”.

### Alegerea ca patriarh
Momentul alegerii ca patriarh a lui Ioan al X-lea nu este cunoscut cu exactitate, putând fi doar estimat. Leunclavius menționează că Gheorghe al II-lea s-a retras înainte de a muri la Mănăstirea Phryganes (των Φρύγανων), iar Niketas Choniates susține că succesorul a fost desemnat abia după moartea patriarhului. Teologul și bizantinologul francez Venance Grumel (secretar al Revue des études byzantines și autor al unei cronologii a patriarhilor de Constantinopol) consideră că perioada păstoririi lui Gheorghe al II-lea s-ar fi încheiat odată cu moartea sa la 7 iulie 1198. Catalogul lui Leunclavius indică o vacanță de doar două luni a tronului patriarhal între Gheorghe al II-lea și Ioan al X-lea, vacanță cauzată de absența împăratului Alexie al III-lea din Constantinopol. Împăratul se afla în acea vreme, potrivit lui Niketas Choniates, într-o expediție pe țărmurile apusene ale imperiului și a lipsit din capitală aproximativ două luni, fără a se ști momentul exact al plecării.
Durata păstoririi patriarhului Ioan al X-lea este menționată în cataloage astfel: 5 ani (Atheniensis 1372 și Laurentianus LIX 13), 5 ani și 6 zile (Paris. suppl. 755), 5 ani, 8 luni și 7 zile (Nichifor Calist și Filip de Novara) și 7 ani și 7 luni (Matei Cigalas). Diferența mare dintre majoritatea acestor durate și durata atribuită de Matei Cigalas, precum și mențiunea lui Nichifor Calist că perioada atribuită de el s-ar referi doar până la căderea Constantinopolului sub ocupația cruciaților (13 aprilie 1204), l-au făcut pe Venance Grumel să calculeze că data începerii păstoririi lui Ioan al X-lea ar fi 5 august 1198. Durata atribuită de Cigalas depășește cu câțiva ani momentul ocupării Constantinopolului, ceea ce l-a determinat pe Grumel să concluzioneze că păstorirea lui Ioan al X-lea s-a prelungit după capturarea capitalei până la moartea patriarhului.

### Păstorirea la Constantinopol
Cele mai vechi acte semnate de Ioan al X-lea datează din februarie 1199: un act de revizuire a hotărârii predecesorului său cu privire la o căsătorie și o scrisoare de răspuns adresată papei Inocențiu al III-lea (1198-1216) cu privire la unirea Bisericilor. Ele contrazic mențiunea scrisă de un copist în partea de sus a unui discurs patriarhal, care datează alegerea patriarhului în 26 februarie 1199, asupra căreia își exprimase dubiile mai întâi istoricul Vitalien Laurent.
În perioada 1198–1200 a avut un schimb de scrisori cu papa Inocențiu al III-lea (1198-1216) cu privire la problema primatului papal și a clauzei filioque. Potrivit celor afirmate în unele fragmente păstrate ale acestor epistole, el recunoștea rolul apostolului Petru de „conducător al apostolilor” (koryfaios ton apostolon) și al Bisericii Romei ca prima dintre bisericile patriarhale surori, dar o acuza pentru introducerea clauzei filioque în crez și contesta pretenția Romei că primatul ei se întemeiază pe rolul apostolului Petru (al cărui succesor se pretindea a fi papa), argumentând că, în realitate, primatul papal se datora faptului că Roma era vechea capitală imperială. În 1199 a convocat un sinod la Constantinopol pentru a condamna învățăturile călugărului Myronas Sykidites, care susținea natura perisabilă a trupului și a sângelui lui Hristos în Sfânta Euharistie. Patriarhul Ioan a intervenit în revoltele izbucnite la Constantinopol în urma arestării bancherului Kalomodios și a obținut eliberarea acestuia, dar în timpul loviturii de stat a nobilului Ioan Comnen cel Gras (care a încercat să uzurpe puterea imperială) din 31 iulie 1200 s-a ascuns într-un dulap atunci când răzvrătiții au preluat controlul asupra bisericii Hagia Sofia.

### Fuga patriarhului după capturarea Constantinopolului
Ioan a rămas în funcție după detronarea împăratului Alexie al III-lea în iulie 1203 și, potrivit surselor apusene, atât el, cât și noul împărat Alexie al IV-lea Angelos (1203-1204) au recunoscut supremația papală în același an în fața amenințării armatelor cruciate. El și-ar fi exprimat disponibilitatea de a încheia o unire cu Sfântul Scaun, pe care a confirmat-o prin primirea unui pallium de la papă, dar această unire nu s-a mai realizat din cauza faptului că cei doi ierarhi nu s-au putut pune de acord cu privire la locul unde urma să se țină viitorul sinod ecumenic. Ioan al X-lea îndeplinea funcția de patriarh în momentul capturării Constantinopolului în 1204 și a fost nevoit să părăsească orașul și să se refugieze „asandalos” („fără sandale”) mai întâi în orașul Didymoteicho din Tracia și apoi în Țaratul Vlaho-Bulgar, unde i-a fost acordat azil de către țarul bulgar Ioniță Caloian. Cu toate acestea, nu a demisionat oficial din funcția de patriarh (deși unele surse acreditează ideea că ar fi demisionat în februarie 1206), iar în 1206 a refuzat, din cauza vârstei sale înaintate și a reticenței de a se amesteca în luptele de succesiune, invitația nobilului bizantin Teodor I Laskaris de a se stabili în orașul Niceea, unde Laskaris înființase Imperiul de la Niceea, un stat succesor grec bizantin.
În ceea ce privește sfârșitul păstoririi lui Ioan al X-lea, cronicarul Filip de Novara menționează că patriarhul a mai trăit 2 ani, 2 luni și 14 zile după capturarea Constantinopolului, ceea ce înseamnă că ar fi murit la 26 mai 1206, în timp ce Nichifor Calist susține că înaltul ierarh ar fi venit la Adrianopole și ar mai fi trăit doar 2 ani și 14 zile (ceea ce ar fi o eroare de copist intenționată, potrivit lui Grumel). Unele surse mai recente menționează că patriarhul Ioan al X-lea a păstorit în perioada 5 august 1198 – mijlocul lunii februarie 1206 (Dictionnaire de théologie catholique) sau în perioada 5 august 1198 – 15 (?) februarie 1206 (listele lui Karl Krumbacher). Din coroborarea informațiilor incluse în toate aceste surse istorice, teologul și bizantinologul francez Venance Grumel consideră că păstorirea lui Ioan al X-lea ar fi început la 5 august 1198 și s-ar fi încheiat odată cu moartea sa, în aprilie sau mai 1206.
Abdicarea patriarhului, menționată de Nichifor Calist, de Georgios Akropolites și de Synopsis Chronike (publicată de Konstantinos Sathas), a precedat cu puțină vreme moartea sa, pe care bizantinii din Niceea o menționează ca moartea unui patriarh în funcție, ceea ce se datorează faptului că încă nu aflaseră evenimentul precedent. Potrivit cercetărilor și estimărilor, patriarhul Ioan al X-lea a murit în luna aprilie sau în luna mai a anului 1206 la Didymoteicho.
Cruciații au instalat apoi un patriarh latin la Constantinopol, în timp ce Teodor Laskaris a creat pur și simplu un nou sediu provizoriu al Patriarhiei Ecumenice Constantinopolitane la Niceea, care a fost în cele din urmă restabilită la Constantinopol în 1261, pentru a guverna teritoriile imperiale bizantine rămase.

## Lucrări
Scrisorile sale către papa Inocențiu al III-lea sunt singurele scrieri care s-au mai păstrat din opera sa. J. Hoeck îi atribuie lui Ioan scrierea a trei diatribe polemice (publicate de episcopul Arsenie la Moscova în 1892 și atribuite de J. Dräseke episcopului Nicolae de Methoni). S-au mai păstrat și discursurile sale catehetice (PG 139, 893-897), precum și scrieri cu tematică seculară, inclusiv un poem didactic în ritm iambic despre astrologie („Περί Ζωδιακού Κύκλου”, în traducere „Despre zodiac”), dedicat împăratului Manuel I Comnen, care conține descrieri ale planetelor și semnelor zodiacale, precum și informații despre puterea și influența lor asupra emisferelor geografice. Lucrarea nu are o valoare artistică deosebită. Valoarea ei constă în faptul că Ioan Kamateros s-a inspirat în scrierea ei din surse babiloniene.